# 松浦五兵衛

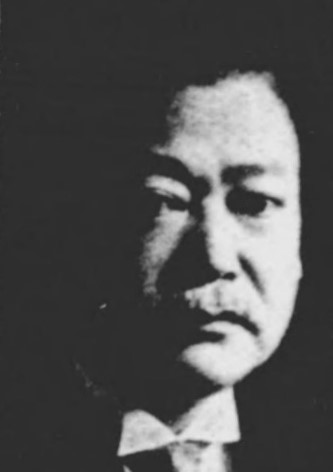
松浦五兵衛

松浦 五兵衛（まつうら ごへえ、1870年10月9日（明治3年9月15日） - 1931年（昭和6年）3月12日）は、明治から昭和初期の政治家、実業家。衆議院議員、衆議院副議長。旧姓は栗田。

## 経歴
遠江国城東郡沢水加村（現在の菊川市域）で栗田文次郎の二男として生まれる。1892年、東京法学院を卒業。1893年、佐野郡西郷村五明（現在の掛川市域）の松浦家の養子となる。小笠郡会議員、静岡県会議員、同参事会員を歴任。
1902年8月、第7回衆議院議員総選挙に静岡県郡部区から立憲政友会所属で出馬し当選。以後、第16回総選挙まで連続10回の当選を果たした。日本製糖汚職事件に連座し、1909年7月3日、有罪判決を受けて衆議院議員を退職。重禁固10か月、追徴金2万150円の実刑となる。これにより勲四等を褫奪された。1912年5月の第11回総選挙で当選し議員に復帰した。1924年1月、政友会の分裂の際には政友本党に加わり、のちに幹事長を務めた。1927年3月、衆議院副議長に選出され、1928年1月の衆議院解散まで在任した。
また、静岡県農会長を務め、産業の振興、海外進出に尽力。その他、小笠郡茶業組合長、掛川商業銀行頭取、堀之内銀行頭取、富士鉱業 (株) 社長、静岡新報社長などを歴任。1931年3月、東京から帰郷の途中の列車内で発病し、神奈川県茅ヶ崎で死去した。

## 参考資料
- 衆議院・参議院『議会制度百年史 - 衆議院議員名鑑』大蔵省印刷局、1990年。
- 『日本人名大事典』第5巻、平凡社、1979年〔『新撰大人名辞典』 (昭和13年刊) の改題複製〕。
- 静岡県姓氏家系大辞典編纂委員会編著『静岡県姓氏家系大辞典』角川日本姓氏歴史人物大辞典22、角川書店、1995年。
- 高室茂広（梅雪）編『静岡県現住者人物一覧』高室茂広、1896年。
- 白面人『働き盛りの男』やまと新聞出版部、1925年。

## 関連人物
- 寺崎乙治郎